# Santovenia de la Valdoncina
Santovenia de la Valdoncina är en kommun i Spanien.   Den ligger i provinsen Provincia de León och regionen Kastilien och Leon, i den norra delen av landet, 280 km nordväst om huvudstaden Madrid. Antalet invånare är 1 987. Arean är 30 kvadratkilometer. Santovenia de la Valdoncina gränsar till León, Onzonilla, Chozas de Abajo och Valverde de la Virgen. 
Terrängen i Santovenia de la Valdoncina är platt.